# Fabian Ferster
Fabian Ferster (geb. 2. April 1986) ist ein Schachspieler, der zunächst für den Deutschen Schachbund antrat und seit 2004 für den Schachverband des Fürstentums Liechtenstein aktiv ist. Er trägt seit 2012 den FIDE-Titel eines Meisterkandidaten (CM).
Mit der Liechtensteiner Mannschaft nahm er 2004, 2006 sowie 2012 und 2014 an Schacholympiaden teil. Ferster erzielte dabei insgesamt 20 Punkte aus 43 Partien.
Ferster konnte den Titel des Liechtensteiner Landesmeisters in den Jahren 2007, 2012, 2016, 2019 und 2023 gewinnen. Bei seinem ersten Titelgewinn war er mit 21 Jahren der jüngste Titelträger.
Vereinsschach spielt er für den mittelbadischen SK Ottenau.
Seine Elo-Zahl beträgt 2231, zugleich seine bis dato höchste Elo-Zahl (Stand: 28. November 2024). Er liegt damit auf dem ersten Platz der Liechtensteiner Elo-Rangliste.